# Stege (parochie)
Stege is een parochie van de Deense Volkskerk in de Deense gemeente Vordingborg. De parochie maakt deel uit van het bisdom Roskilde en telt 4601 kerkleden op een bevolking van 5299 (2004). 
De parochie was tot 1970 deel van Mønbo Herred. In dat jaar werd de parochie opgenomen in de nieuwe gemeente Møn. Deze ging in 2007 op in de vergrote gemeente Vordingborg.